# 懂错
懂错（藏語：མདུང་མཚོ，威利转写：mdung mtsho，THL：Dung Tso）位于中国西藏自治区北部那曲市安多县境内，地处安多县西南部，念青唐古拉山北麓，湖面海拔4544米，面积123.5平方公里。湖区气候寒冷干燥，年均气温-4～-2℃，年均降水量300～400毫米。湖水主要靠地表径流补给。